# Montboló
Montboló ([mumbu'lu], estàndard [mumbu'lo], en francès Montbolo) és un municipi català de la comarca del Vallespir, a la Catalunya del Nord.

## Etimologia
Explica Joan Coromines en el seu Onomasticon Cataloniae que el topònim Montboló deriva del nom propi del possessor del castell del lloc, Monte Baldone (Muntanya o castell d'en Baldó). Hauria passat, en època moderna, per la forma Montbauló.

## Geografia

Situació de la comuna de Montboló en el Vallespir

### Localització i característiques generals del terme
El terme comunal de Montboló, de 219.800 hectàrees d'extensió, està situat a la zona central de la comarca del Vallespir. És íntegrament a l'esquerra del Tec, en els contraforts sud-orientals del Canigó, al Puig de l'Estela, a les dues valls que s'obren a banda i banda de la carena on es troben el Coll de Formentera i el Coll de la Redubta; per aquesta carena circulava l'antiga via fèrria minera. En aquesta carena es troben les dues elevacions més importants del terme: el Roc Rodon i el Puig de Formentera i el Palet de Rotllan, de 1.338, 1.182 i 1.061 metres d'altitud, respectivament.
A banda i banda d'aquest contrafort del Canigó s'obren les dues valls que formen el terme de Montboló: la de la Ribera de Bonabosc, al sud-oest, i la de la Ribera de Sant Marçal, al nord-est. En el cas de la primera de les dues valls, es tracta sobretot del vessant nord-est de la vall, a l'esquerra de la Ribera de Bonabosc: només la capçalera de la vall és tota dins del terme de Montboló. La meitat inferior és compartida amb Arles. En el cas de la segona vall, es tracta només de part del vessant sud-oest de la vall, atès que el curs de la Ribera de Sant Marçal és el límit del terme de Montboló amb el de Sant Marçal i Tellet. Encara, el darrer tram d'aquesta vall entra en el terme de Reiners.
|          | Teulís / Sant Marçal | Tellet Reiners              |
| Cortsaví |                      | Els Banys d'Arles i Palaldà |
|          | Arles                |                             |

### El poble de Montboló

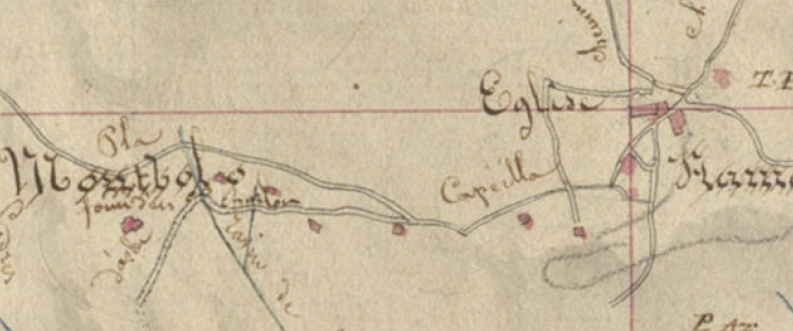
Montboló en el Cadastre napoleònic del 1812 (Arxius Departamentals dels Pirineus Orientals)

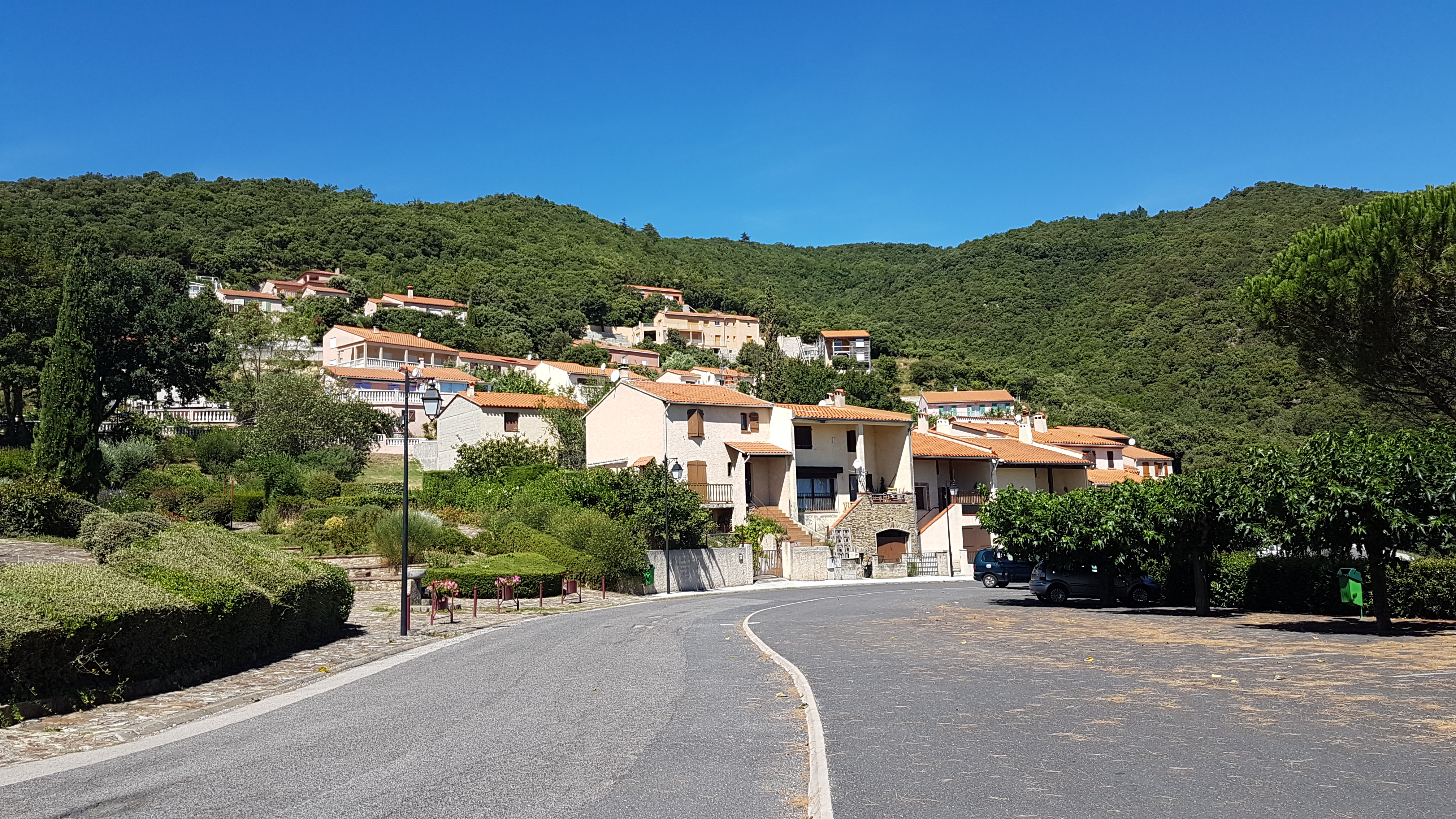
El poble modern de Montboló

El poble de Montboló es troba a l'extrem oriental del seu terme, enlairat dalt d'un turó que pertany a un dels contraforts del Canigó, anomenat Serres de Montboló. Està format sobretot a l'oest de l'església parroquial de Sant Andreu de Montboló. Al costat sud-est de l'església hi ha la casa del comú del terme. Per la seva situació, de la qual deriva el paisatge que es mostra des del poble, Montboló rep el nom de Balcó del Vallespir. En el poble queden restes del Castell de Montboló.

### El Pla del Bernadó

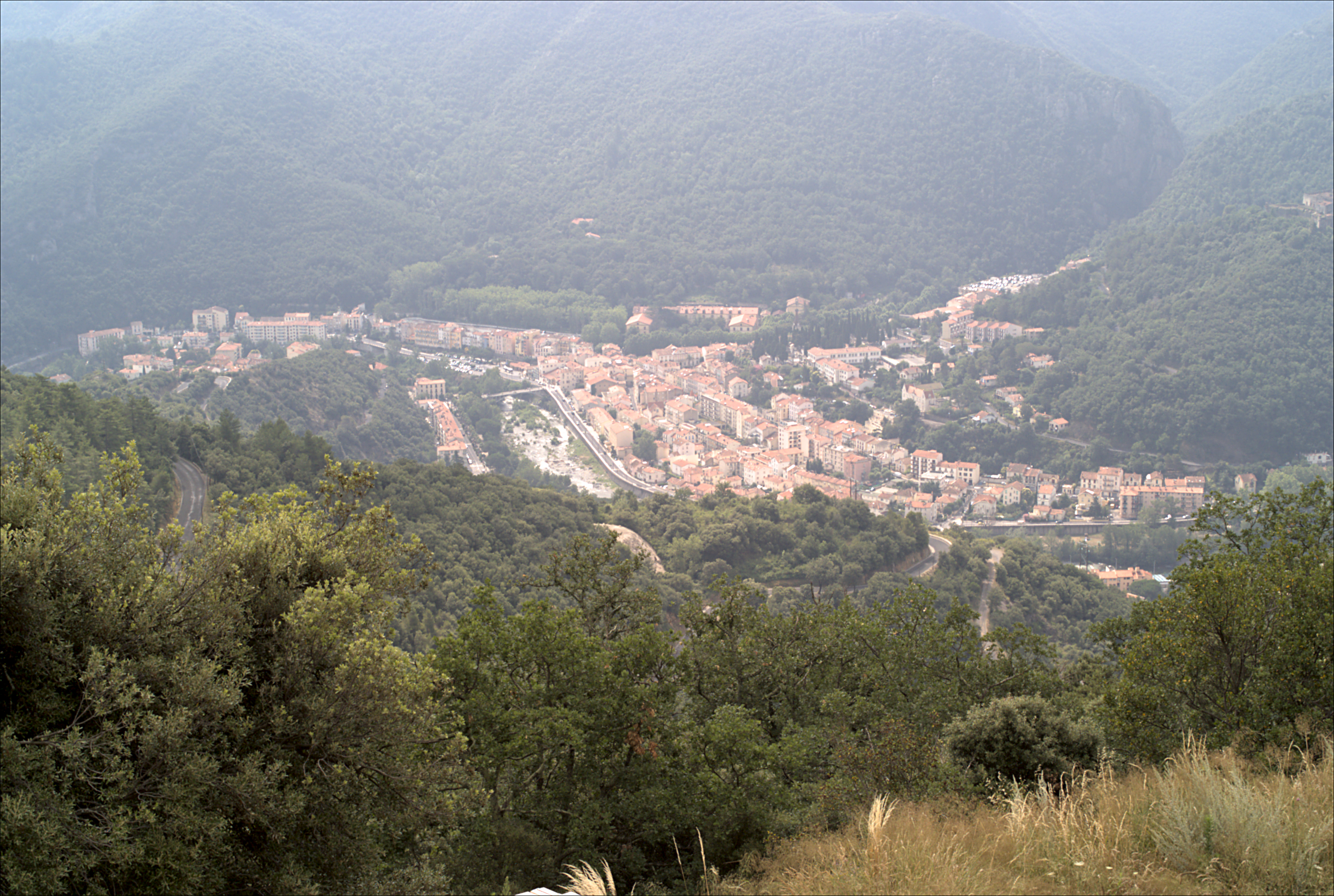
El Pla del Bernadó

A la riba esquerra del Tec es troba el segon nucli de població de Montboló. Es tracta d'una urbanització moderna sorgida al Bernadó. Aquesta urbanització, coneguda com a Pla de Bernadó, és compartida amb la comuna d'Arles, de tal manera que només la quarta part nord-est del nucli és dins del terme de Montboló. Des d'Arles és també anomenat Can Truja.

### Sanatori del Solà
Situat a llevant del poble de Montboló, és un conegut sanatori.

### Les Becedes, o la Beceda
Es tracta d'un veïnat desaparegut situat al nord-oest del terme, a la vall alta de la Ribera de Bonabosc, dessota i al sud-oest de Mas Pujol. Actualment no en queda res, d'aquest veïnat.

### Els dòlmens de Montboló
A Montboló hi ha els dòlmens de la Caixa de Rotllan, sencer, i el Dolmen de Formentera, arruïnat.

### Els masos del terme
Els masos i altres construccions isolades del terme de Montboló són els següents: el Bernadó, Can Boixeda (a Arles, però amb terres a Montboló), Can Fórnols, o Mas d'en Fórnols, Can Guardiol, Can Noguer, abans Mas Noguer dels Salvatges, Can Pere Andreu, Can Prim, abans Mas d'en Guitard, Can Quirc, Can Vila-seca, abans Mas d'en Vila-seca, el Casot, la Cogullada, o Mas de la Cogullada (també a Arles, amb terres a Montboló), el Cortal de Can París, el Cortal del Camp Llarg, el Cortal, abans Mas, del Pla Castanyer, el Cortal del Puig, abans d'en Baixès, el Cortal, abans Mas, del Verdàs, el Cortal d'en Joan Gros, el Cortal d'en Vila-seca, el Forn de Calç, el Mas Barrabam, el Mas Caners, abans d'en Forgues, el Mas Carbonell, el Mas de la Balma, el Mas de la Devesa, el Mas de la Serra, el Mas de les Potringues, el Mas del Puig, o el Puig, abans Mas Baixès o Mas del Puig Boscà, el Mas de Puig Sec, abans Cortal d'en Crastes, el mas Freixenet, el Mas Joan Sorribes de Baix, el Mas Noguer, el Mas Sever, abans d'en Sever, el Mira, o el Mir, abans Mas del Mir, el Molí d'en Vilar, el Molinot (a Arles, però amb terres a Montboló), Ribamala, o Mas de Ribamala, el Roviró, abans Mas del Roviró, Sant Magí, o Can Magí, abans Mas Magí, el Solà, abans Mas d'en Sorts, i les Vernedes, abans Mas d'en Baixès. Cal esmentar també Super Val-Tec, hàbitat modern i tres oratoris al llarg del terme.
Hi ha alguns masos en ruïnes, com el Camp Gran, Can Marianna, Can Valent, el Cortal de l'Estanyol, el Cortal del Massà, abans Mas Massà, el Cortal d'en Sorribes, el Mas d'en Corona, el Mas de Roca Gelera, el Mas Joan Sorribes de Dalt, el Mas Pujol, abans Mas Colomer, la Noella, abans Casot o Cortal del Frare, la Pallera, la Redubta, el Roquer, o Mas d'en Guitard. D'altres que ja són noms antics, en desús, com el Camplà, o Camp (o Can) Pla, els Casots de la Rectoria, el Cortal d'en Galí (dos amb el mateix nom), el Cortal d'en Grau, el Cortal d'en Rossinyol, el Cortal d'en Sorts, el Mas Bartomeu, el Mas Camboliu, el Mas de la Font de Montargull, el Mas de la Guaretosa, el Mas d'en Gascó, el Mas de Raigxic, el Masot, el Mas Pesset, el Mas Rodonell, o el Rodonell, el Mas Sorts, el Mas Vilar, el Molí Lleonard, els Salvatges i la Teuleria d'en Guitard. Cal esmentar també l'Estació de Formentera, de l'antic ferrocarril miner, ara en ruïnes.

### Hidrografia

#### Cursos d'aigua
el Tec és el referent hidrogràfic del terme de Montboló. Marca tot el límit meridional de la comuna, i recull les aigües de tota la resta de còrrecs i riberes del terme. Traçant una línia al biaix de nord-oest a sud-est, es poden traçar dues conques principals, en el terme de Montboló. La meitat sud-oest ve marcada per la vall de la Ribera de Bonabosc, i fins a set petites valls més directament afluent del Tec. La Ribera de Bonabosc, que es forma a les carenes on hi ha la Collada dels Frares, el Coll Bufador i el Roc Rodon. La Ribera de Bonabosc recull els còrrecs de Barrabam, de Roc Llong, de la Xalada, o Eixalada, de la Font d'en Jacolí, del Pas de les Eixades, del Verdàs, del Puig de Formentera, del Massà, el dels Tres Castanyers, el d'en Sorribes, el Còrrec Reu, que hi aporta els del Pla del Rec i el de Formentera i el de les Fonolleres. Més a l'est hi ha el Còrrec de la Serra, també anomenat de Puig-sec en el seu tram final i que desguassa en el Tec en terme d'Arles, que recull, dins de Montboló, els còrrecs de la Serva, del Roquer, el qual, alhora, hi aporta els còrrecs del Torell, del Casot, de la Barcilona, de la Devesa, de Can Quirc, de Can Noguer, de la Jaça i de la Font del Roquer. Encara més a llevant hi ha els petits còrrecs de la Cogullada i de Puig de Rossa, més a l'est el de la Coma, amb el de les Batalloles, el de la Teuleria i el d'Arbessa, un xic més a orient el de la Noella i el de la Castanyeda d'en Guitard, després el de les Ferrades i el d'en Sorribes (un altre amb el mateix nom que l'anterior), i una mica més al nord-est, el de la Guaretosa, amb els còrrecs del Mallol Vell, d'en Gascó, de la Font d'en Xarló, de les Guixeres i de les Pedres Blanques, amb el de la Mira.
L'altra meitat del terme, separada de l'anterior per la carena on hi ha el poble de Montboló, hi ha tot de cursos d'aigua que neixen en terme de Montboló, però després davallen cap als termes dels Banys d'Arles i Palaldà o de Reiners, o bé cap a la Ribera de Sant Marçal. Entre els primers, els còrrecs de la Coma, de la Calcina i de Montargull, que aflueixen en el Tec en territori de Palaldà; més al nord, el Còrrec de Clocamina, amb el del Bac de Font Vidre, i el de les Carboneres, amb els còrrecs dels Grèvols, dels Caners, de la Font del Manyil i de la Font de l'Espinàs, que entren en el terme de Reiners per tal d'abocar-se en la Ribera Ampla, afluent del Tec. La zona nord-est del terme de Montboló està definida pels afluents per la dreta de la Ribera de Sant Marçal. De nord-oest a sud-est, s'hi troben el Còrrec de Molinàs i la seva continuïtat, el de Riu-sec, que marquen el límit entre Montboló i Teulís, amb els còrrecs de Barbasta, de les Vernedes i de la Font de les Vernedes, més al sud-est el Còrrec d'en Martí, amb els de la Font de les Calmelles, de la Font de les Praderes, de Can Magí i de les Campanyes, i més a llevant el Còrrec d'en Sever i el de Raigxic. Just a l'extrem nord-est del terme la Ribera de Sant Marçal s'uneix a la Ribera Ampla.
A Montboló hi havia hagut dos recs, el del Molí d'en Vilar, el del Molí Lleonard, noms ja en desús per la caiguda de l'ús dels molins.

### Orografia
Molts dels topònims del terme indiquen formes de relleu, com obagues: Bac de Font Vidre; balmes: la Balma, la Balma o Cova de Montboló; boscs: Bosc del Roquer, Bosc d'en Martí, Bosc Estatal del Baix Vallespir; canals: Canals de Barbasta; clots: Clot de Queraus, Clot de Rigall; colls: Collada Baixa dels Terrers Baixos, Collada dels Frares, Coll de Formentera, Coll de la Redubta i Coll d'en Gros; comes: la Coma (dos llocs amb el mateix nom); plans: Pla de Bernadó, Pla de l'Arca, Pla del Castanyer, Pla del Rec; muntanyes: Montargull, el Puig, el Puig de Formentera i el Puig de les Àligues; serres i serrats: la Serra, el Serrat del Pla de Dofiagues, el Serrat d'en Trafica, el Serrat de Puig Sec, les Serres de Montboló, i solanes: el Solà, la Solana (dues de diferents).

### El terme comunal
Les partides i indrets específics del terme de Montboló són Arbessa, Barrabam, la Bartra, les Batalloles, les Boixedes, la Calcina, les Calmelles, les Campanyes, el Camp de Jornal, el Camp Gran, el Camp Llarg; els Caners, Can Carbonell, Can Cerdà, Can Joan Gros, abans Coll del Pedrer, Can Magí, abans la Monera, Can Quirc, Can Sever, abans els Siurers, la Carnissera, el Casot, la Castanyeda d'en Guitard, en Corona, el Cortalàs, la Devesa, l'Estanyol, les Ferrades, la Font d'en Jaumet, la Font de Manyil, Freixenet, la Guaretosa, la Guixera d'en Sorts (nom antic, en desús), les Guixeres, el Mallol Vell, el Massà, el Molinot, Montargull, la Noella, el Noguer, el Pas de les Eixades, les Pedreres de Dolomia, Pera Martí, Picagallines, les Potringues, les Pedreres, el Puig, el Puig de Rossa, el Puig Remí, o de Remí, el Puig Sec, el Pujol, els Quintans, els Quintans d'en Fórnols, Raigxic, la Redubta, Ribamala, Roc Llong, Roc Rodon, el Roquer, el Roviró, els Siurers, en Sorribes, Sorribes de Dalt, el Verdàs, o Prat del Verdàs, les Vernedes, en Vinyes, la Xalada, o Eixalada. Alguns indiquen senyals termenals de la comuna: el Cortalàs, la Creu de Pla Capellà, el Gorg d'en Barenes, el Palet d'en Rotllan, o Roc del Palet d'en Rptllan, o Roc d'en Rotllan, el Prat d'en Vila-seca, Roca Barral, Roc de Calamixa, o de Queramig, Roca Foradada, Roca Gelera, Roc Blanc d'Autilla, Roc de la Vinya d'en Sorribes, Roc del Mall, Roc del Brosser i Rocs del Cortalàs, la Vinya de Joan Sorts i la Vinya d'en Vila-seca.

## Transport

### Carreteres
El terme de Montboló està travessat per dues úniques carreteres, l'una continuïtat de l'altra, que circulen pel sector més oriental del terme. D'una banda hi ha la D53, anomenada Ruta de Montboló (Montalbà dels Banys - D618, a Montboló), que uneix aquests dos pobles passant pels Banys d'Arles i continua cap al nord per enllaçar amb la D618.
La carretera D618 (D115, als Banys d'Arles - N116, a Bulaternera) és una carretera que sortint dels Banys d'Arles, passa per Palaldà i a través dels pobles de Teulís, Sant Marçal, la Trinitat, el Coll d'en Fortó, Bula d'Amunt i Bulaternera travessa tota la part occidental dels Aspres ben bé en el vessant oriental del Canigó. No passa pel poble de Montboló, però hi enllaça per la carretera abans esmentada.

### Transport col·lectiu per carretera
Arles té un transport en autobús gràcies a les línies 340/341 de Le bus à 1 €, servei departamental. Cobreix el trajecte de Perpinyà a la Presta, amb set serveis els dies feiners (de dilluns a dissabte) i tres els diumenges i dies festius. També hi ha la 342, de Perpinyà a Costoja, amb tres serveis diaris els dies feiners i un de sol els dies festius.

### Ferrocarril
Començava a Arles la línia de ferrocarril, ara suprimida, d'Arles a Elna. El seu traçat ha estat en part aprofitat per a eixamplar la carretera general.

### Camins
Alguns dels camins existents en el terme de Montboló enllacen aquest poble i terme amb els dels entorns: Camí d'Arles, Camí d'Arles a Batera, Camí d'Arles a Teulís, Camí de Batera a Palaldà, Camí de Cortsaví, Camí de Cortsaví a Sant Marçal, Camí del Mas d'en Mira als Banys, Camí de Palaldà i Camí de Teulís, abans d'Arles a Sant Marçal. D'altres, enllacen indrets de l'interior de la comuna: Camí de Can Joan Gros, abans Camí de l'Església, o Camí de Can Fórnols a l'Església, Camí de Can Valent, Camí de Ferro de la Pinosa (antiga via fèrria), Camí de Formentera, Camí de les Vernedes, Camí del Mas Barrabam, Camí del Mas Caners, Camí del Mas Carbonell, Camí del Mas de la Balma, Camí del Mas de la Serra, Camí del Mas de la Serra al Mas Joan Sorribes, Camí del Mas de les Basses, Camí del Mas del Puig, Camí del Mas d'en Fórnols, Camí del Mas d'en Guitard, Camí del Mas de Roca Gelera, Camí del Mas de Joan Sorribes, Camí del Mas Sever, Camí del Molinot, Camí del Pla del Castanyer, Camí del Roviró, Camí de Ribamala, Camí de Sant Magí, Camí Vell del Mas de la Balma, Pista de les Calmelles, Pista del Mas d'en Vinyes, Pista del Roquer i Pista Forestal del Dolmen. Cal esmentar la Línia d'Alta Tensió, que marca un senyal important dins del territori; era la línia d'abastiment elèctric a la Via Fèrria de les Mines i a les mines mateixes dels entorns del Coll de Formentera, així com de les comunes d'aquesta zona dels Aspres i del Conflent.

## Activitats econòmiques
El sector primari, sobretot l'explotació del bosc, havia estat l'activitat principal de Montboló, però al segle xix s'hi afegí l'explotació minera, en els entorns del Puig i del Coll de Formentera, que adquirí molta importància en el seu moment: arribà tenir ferrocarril propi, per pujar els treballadors a les mines i, sobretot, baixar-ne el mineral extret, sobretot mineral de ferro. Avui dia ja no queda res, de l'explotació del subsòl del massís del Canigó, i les activitats productives de Montboló han canviat del tot. En l'actualitat no arriben a 200 les hectàrees conreades en cinc explotacions diferents, en les quals es cullen sobretot vinya, cereals i, principalment, pastures i farratges per al bestiar, sobretot ovelles i cabres. Però l'activitat principal és la de segona residència, que ha donat vida al poble, en el mateix nucli vell, o en el veïnat del Pla del Bernadó, ran del Tec.

## Història

### Prehistòria
A part dels dos dòlmens esmentats anteriorment, al nord del terme de Montboló hi ha un important jaciment del Neolític mitjà a la Balma, que ha donat molt de material arqueològic, entre el qual un tipus de ceràmica anomenat ceràmica de tipus Montboló.

### Edat mitjana
El primer document que parla de Montboló és del 941, quan Ansemund, senyor del castell de Cameles, i la seva muller, Quíxol, esmenten un alou seu a Monte Bodone. Continuen els esments de Montboló en altres documents del 944, 967, etcètera. El segle xiv Montboló pertanyia als vescomtes de Castellnou, descendents directes dels abans esmentats Ansemund i Quíxol, des de la creació d'aquest vescomtat el 990, en principi sota el domini dels comtes de Besalú. A ran de la supressió d'aquest vescomtat el 1321, Montboló restà unit a la baronia de Castellnou, però a finals del segle xiv queda unit al domini reial. Tanmateix, bona part del territori de Montboló pertanyia a diferents alous de l'abadia de Santa Maria d'Arles.

### Edat Moderna
Santa Maria d'Arles continuà tenint el domini territorial de Montbol´a través dels seus alous tot al llarg de l'Edat Moerna, fins a la Revolució Francesa.

## Demografia

### Demografia antiga
La població està expressada en nombre de focs (f) o d'habitants (h)
| 28 f | 25 f | 26 f | 10 f | 9 f | 16 f | 41 f | 39 f | 39 f | 49 f | 265 h | 40 f | 30 f | 500 h |

Font: Pélissier, 1986.

### Demografia contemporània
| Evolució de la població |      |      |      |      |      |      |      |      |
| 1793                    | 1800 | 1806 | 1821 | 1831 | 1836 | 1841 | 1846 | 1851 |
| 297                     | 263  | 389  | 283  | 380  | 408  | 435  | 443  | 410  |

| 1856 | 1861 | 1866 | 1872 | 1876 | 1881 | 1886 | 1891 | 1896 |
| ---- | ---- | ---- | ---- | ---- | ---- | ---- | ---- | ---- |
| 370  | 322  | 330  | 305  | 267  | 240  | 256  | 235  | 232  |

| 1901 | 1906 | 1911 | 1921 | 1926 | 1931 | 1936 | 1946 | 1954 |
| ---- | ---- | ---- | ---- | ---- | ---- | ---- | ---- | ---- |
| 234  | 244  | 250  | 174  | 140  | 186  | 187  | 215  | 198  |

| 1962 | 1968 | 1975 | 1982 | 1990 | 1999 | 2004 | 2009 | 2014 |
| ---- | ---- | ---- | ---- | ---- | ---- | ---- | ---- | ---- |
| 139  | 124  | 92   | 105  | 133  | 145  | 195  | 187  | 184  |

Fonts: Ldh/EHESS/Cassini fins al 1999, després INSEE a partir deL 2004

### Evolució de la població

Població 1962-2008

## Administració i política

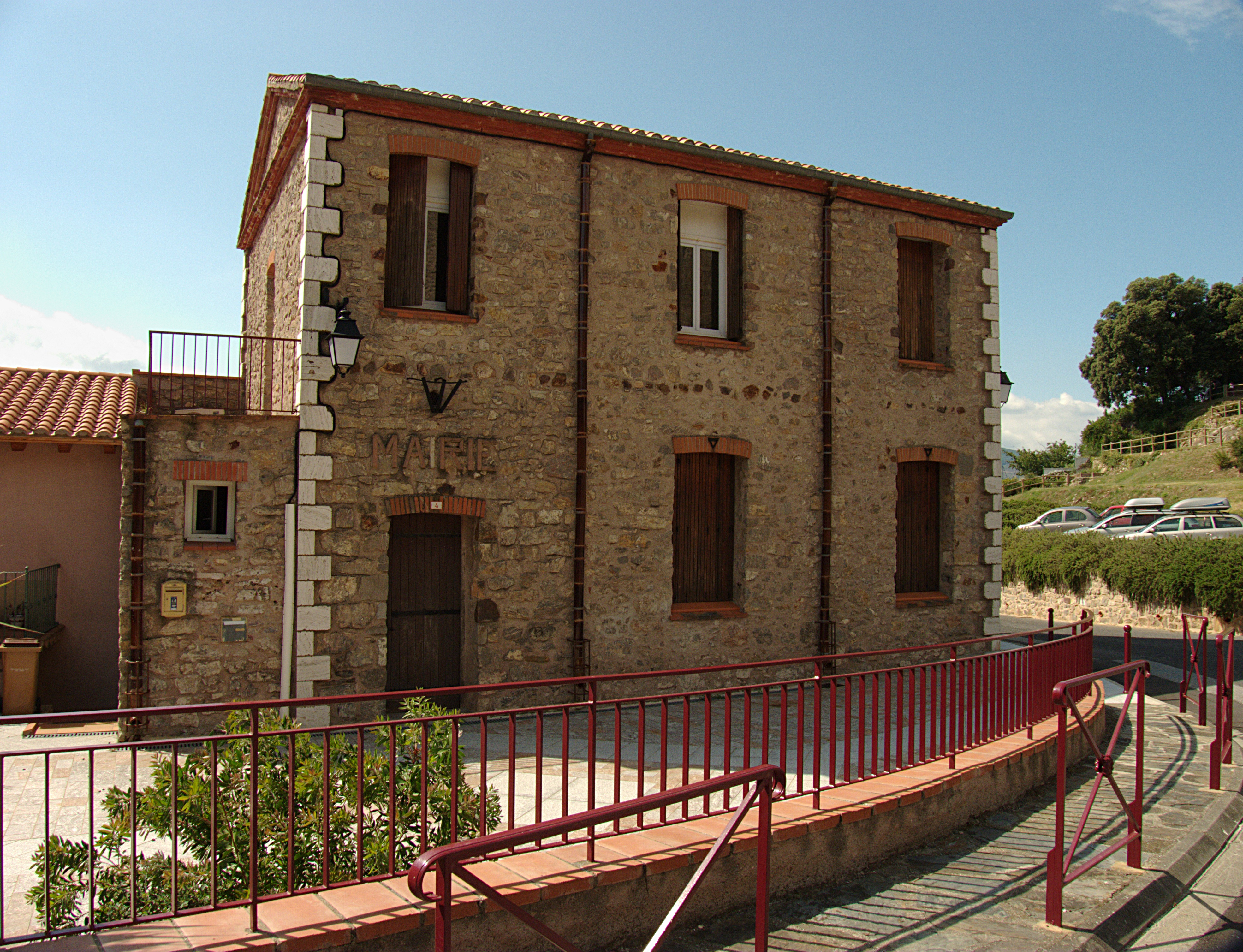
La Casa del Comú de Montboló

### Batlles
Llista de batlles de Montboló
| Batlle           | Període                                       |
| ---------------- | --------------------------------------------- |
| Lucien Julià     | Març del 2001 - 16 Agost del 2018 (mort)      |
| Christine Naveau | Novembre del 2018 - 31 Juliol del 2019 (mort) |

### Legislatura 2014 - 2020

#### Batlle
- Lucien Julià.

#### Adjunts al batlle[12]
- 1r: Arnaut Tondeur
- 2n: Christophe Peyroutou
- 3r: Jules Carapet.

#### Consellers municipals
- Marie-Philippe Beaumont
- Derek Harrington
- Marie-José Macabies
- Gérard Molveau
- Christine Naveau
- Martine Padrosa
- Eric Robinat.

### Adscripció cantonal

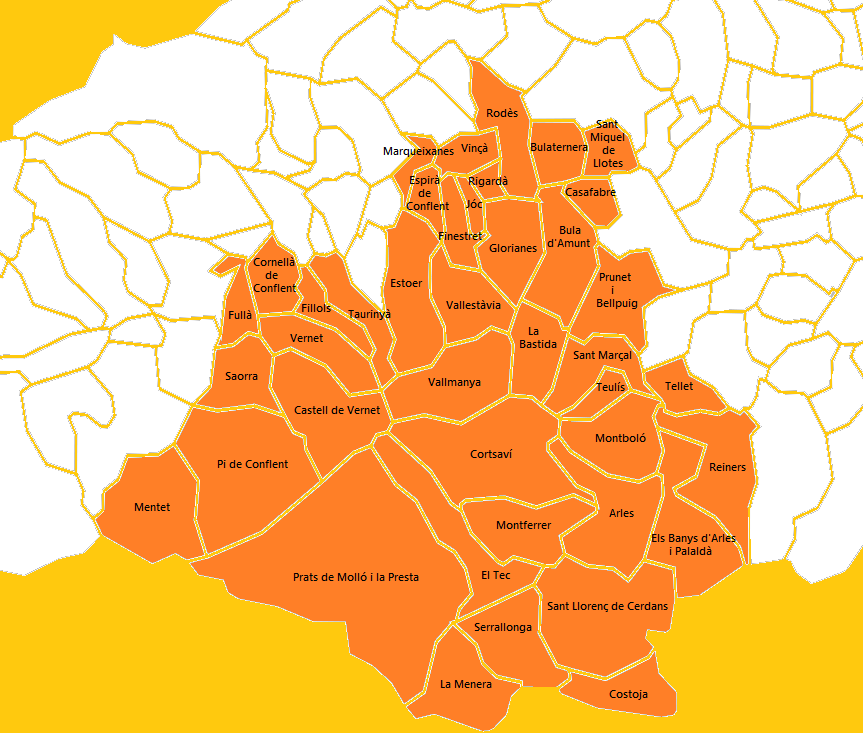
Mapa del Cantó del Canigó

A les eleccions cantonals del 2015 Montboló ha estat inclòs en el cantó número 2, denominat El Canigó, amb capitalitat al poble dels Banys d'Arles, de la comuna dels Banys d'Arles i Palaldà. Està format per les viles d'Arles, Prats de Molló i la Presta, Sant Llorenç de Cerdans, del Vallespir, i Vinçà, del Rosselló, i els pobles del Conflent de Castell de Vernet, Cornellà de Conflent, Espirà de Conflent, Estoer, Fillols, Finestret, Fullà, Glorianes, Jóc, Marqueixanes, Mentet, Pi de Conflent, Rigardà, Rodès, Saorra, Taurinyà, Vallestàvia, Vallmanya i Vernet, els del Rosselló de la Bastida, Bula d'Amunt, Bulaternera, Casafabre, Prunet i Bellpuig, Sant Marçal, Sant Miquel de Llotes, Tellet i Teulís, i els del Vallespir dels Banys d'Arles i Palaldà, Cortsaví, Costoja, la Menera, Montboló, Montferrer, Reiners, Serrallonga i el Tec forma part del cantó número 2, del Canigó (nou agrupament de comunes fruit de la reestructuració cantonal feta amb motiu de les eleccions cantonals i departamentals del 2015). Són conselleres per aquest cantó Ségolène Neuville i Alexandre Reynal, tots dos del Partit Socialista francès.

## Educació i cultura
En l'actualitat, Montboló no disposa de cap escola, de cap nivell. Arles, els Banys d'Arles, Ceret i Reiners són els pobles de destí dels infants i joves de Montboló. Tanmateix, sí que hi ha una petita biblioteca i mediateca municipal.

## Llocs d'interès
- Església de Sant Andreu